# Жак, Манфред
Ма́нфред Жак (нем. Manfred Zsak; родился 22 декабря 1964 года, Мёдлинг, Австрия) — австрийский футболист, ныне тренер сборной Австрии.

## Карьера

### Клубная
Манфред Жак начинал карьеру игрока в команде «Адмира/Ваккер», дебютировав в сезоне 1982/83 в Бундеслиге Австрии. После нескольких игр он закрепился в составе клуба и помог команде обосноваться в Бундеслиге. В 1987 году он подписал контракт с одной из лучших команд Австрии — «Аустрией» из Вены, в составе которой провёл лучшие годы своей карьеры.
После ухода Герберта Прохазки из состава «фиалок» Жак стал капитаном клуба. Благодаря его игре клуб трижды выигрывал и чемпионат, и Кубок страны, а его игра привлекла внимание тренеров сборной, и Жак отправился на чемпионат мира 1990 года. В 1996 году он покинул стан «фиалок» и отправился в команду ГАК, а затем завершил карьеру в ФК «Линц». Всего же он провёл 408 игр в Бундеслиге Австрии. Однако спустя некоторое время Жак временно возобновил карьеру и играл в родном клубе «Адмира Ваккер Мёдлинг», а также любительских командах АСК, «Швехтат» и «Руст».

### В сборной
15 октября 1986 он дебютировал в составе сборной Австрии в игре против Албании, встреча закончилась со счётом 3:0. Всего он отыграл 49 матчей (почти все встречи с 1986 по 1993 годы) и забил 5 голов. Играл на чемпионате мира 1990 и в состав попал ввиду дефицита центральных защитников.

### Тренерская
Жак работал в академии команды «Адмира Ваккер Мёдлинг», а также тренировал команду полицейских Вены. Также он работал в юношеских и молодёжных командах Австрии, сейчас он входит в тренерский штаб сборной Австрии. Лицензию тренера УЕФА получил в 2004 году.

## Достижения
- Чемпион Австрии: 1990/91, 1991/92, 1992/93
- Обладатель Кубка Австрии: 1989/90, 1991/92, 1993/94
- Обладатель Суперкубка Австрии[3]: 1990, 1991, 1992, 1993